# کلیسای برادران فرقه استقبال‌کنندگان

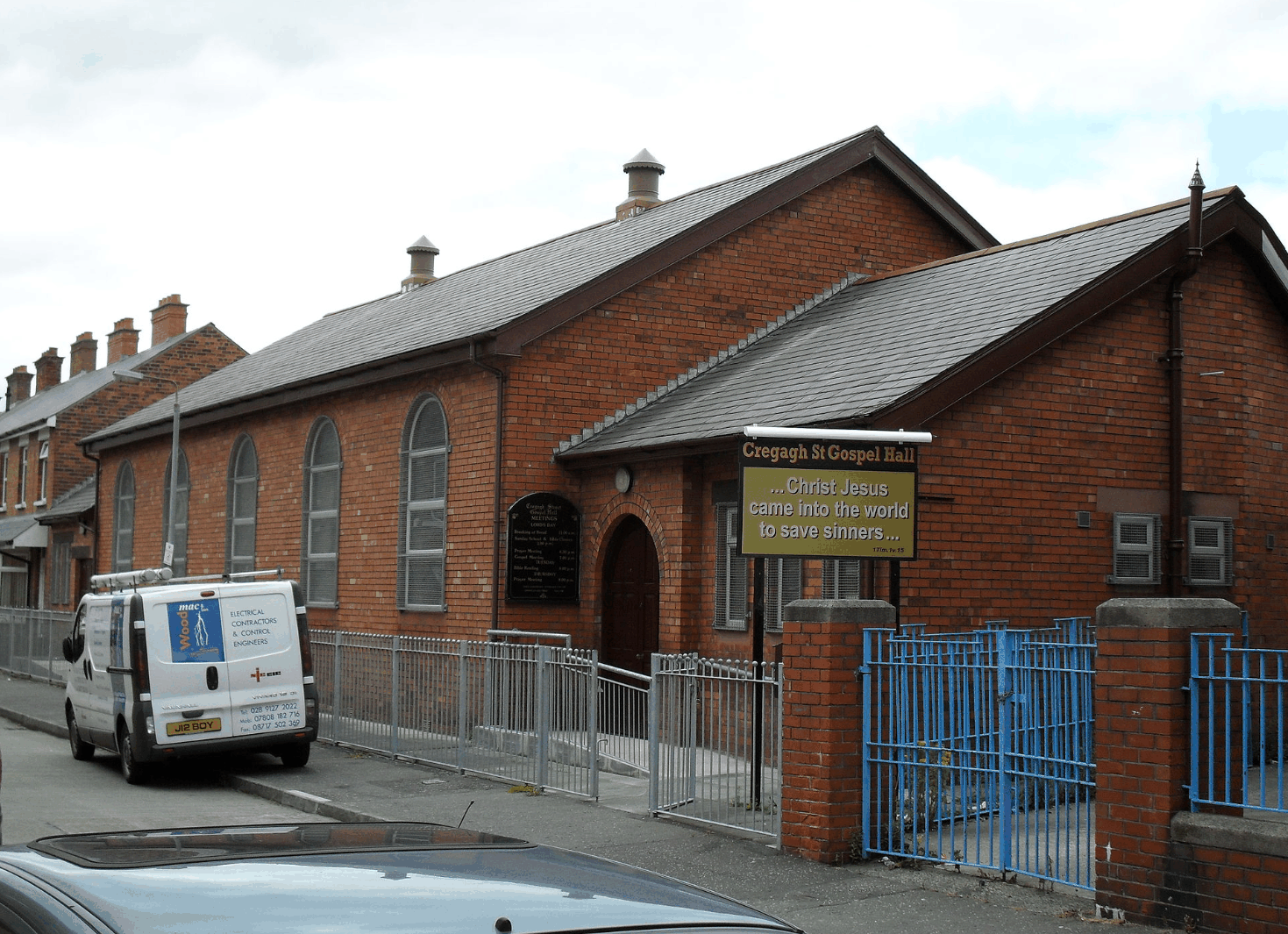
کلیسای برادران فرقه استقبال‌کنندگان

کلیسای برادران فرقه استقبال‌کنندگان (عربی: كنيسة الإخوة المرحبون) یک گروه مسیحی هستند که از کلیسای «برادران پلیموت» جدا شده‌اند و قبل از آن نیز از قرن نوزدهم از کلیسای «آنگلیکان» جدا شده بودند. پیروان آن بر این باورند که برخلاف برادران «پلیموت» که نسبت به اعتقادات کلیساهای دیگر سخت می‌گیرند، با گشاده‌رویی برخورد کرده و به کلیساهای دیگر احترام می‌گذارند.

## اعتقادات علنی شده
پیروان این گروه، مانند همه مسیحیان، بر این باورند که کتاب مقدس وحی الهی خداوند است و تنها منبعی می‌باشد که می‌توانند از آن تعالیم و شیوه‌های آنها را بیاموزند و به همین دلیل به‌رسمیت شناختن اقتدار و آیین‌های کلیسایی دیگر را نمی‌پذیرند.